# Plouarzel
Plouarzel (en bretó Plouarzhel) és un municipi francès, situat a la regió de Bretanya, al departament de Finisterre. L'any 2006 tenia 3.205 habitants. El 4 juliol de 2005 el consell municipal va aprovar la carta Ya d'ar brezhoneg. A l'inici del curs 2007 el 8% dels alumnes del municipi eren matriculats a la primària bilingüe.

## Demografia
| 1962                                       | 1968  | 1975  | 1982  | 1990  | 1999  |
| ------------------------------------------ | ----- | ----- | ----- | ----- | ----- |
| 2 057                                      | 1 915 | 1 886 | 2 003 | 2 042 | 2 458 |
| Des de 1962: població sense dobles comptes |       |       |       |       |       |

## Administració
| Període | Identitat      | Partit |
| ------- | -------------- | ------ |
| 2008-   | André Talarmin |        |

## Personatges il·lustres
- Yann-Vari Perrot, fundador de Bleun Brug, assassinat per la Resistència.